# قطرس رأس رمادي
قطرس رأس رمادي (الاسم العلمي: Thalassarche chrysostoma) هو نوع من فصيلة قطرس.